# Aïn Nehala
Aïn Nehala (em árabe: عين النحالة) é uma cidade e comuna localizada na província de Tremecém, no noroeste da Argélia. Em 2008, sua população era de 6 704 habitantes.